# Francesco Renga
Francesco Renga (* 12. července 1968 v Udine, Itálie) je italský zpěvák a skladatel.
Svoji profesionální kariéru začal v roce 2001 s albem s názvem Francesco Renga. Jeho zatím poslední album Ferro e cartone se v Itálii umístilo, na prvním místě. V současné době má hit s názvem Dimmi, který je v Itálii velmi oblíbený.

## osobní život
Žije s přítelkyní Ambrou Angiolino, která je známou italskou celebritou a působí především v televizi. Mají spolu dvě děti Jolandu a Leonarda.

## Diskografie
- 2001 Francesco Renga (ITA #46)
- 2002 Tracce (ITA #6 – Platinum 100,000+)
- 2004 Camere con vista (ITA #4 – 2X Platinum 200,000+)
- 2007 Ferro e cartone (ITA #1 – Platinum 120,000+)
- 2009 Orchestraevoce(ITA #7 – Platinum – 100,000+)
- 2010 Un giorno bellissimo (ITA #7)
- 2013 Tempo reale (ITA #1)
- 2016 Scriverò il tuo nome (ITA #1)